# Vincent Richards
 (décembre 2014).
Si vous disposez d'ouvrages ou d'articles de référence ou si vous connaissez des sites web de qualité traitant du thème abordé ici, merci de compléter l'article en donnant les références utiles à sa vérifiabilité et en les liant à la section « Notes et références ».
Vincent "Vinnie" Richards, né le 20 mars 1903 à Yonkers (État de New York) et mort le 28 septembre 1959 à New York, est un joueur de tennis américain amateur puis professionnel à partir de 1926.

## Biographie
Vincent Richards est notamment double médaillé d'or lors des Jeux olympiques de Paris de 1924, remportant avec difficulté le simple en ayant disputé la moitié de ses matchs en cinq sets. Il bat Henri Cochet en finale (6-4, 6-4, 5-7, 4-6, 6-2). Il s'impose en double messieurs avec Francis Hunter contre Brugnon et Cochet (4-6, 6-2, 6-3, 2-6, 6-3). En double mixte, il s'incline en finale avec Marion Jessup contre Hazel Wightman et Richard Norris Williams.
Il a fait ses études à la Fordham Preparatory School, puis à l'Université Fordham et enfin à la Columbia University Graduate School of Journalism.
Grand ami et partenaire de double du champion Bill Tilden, il a été son principal concurrent aux États-Unis durant la première partie des années 1920. Jamais finaliste d'un tournoi du Grand Chelem en simple, il a connu plus de succès en double avec cinq titres aux États-Unis dont le premier en 1918 à seulement 15 ans, un titre à Wimbledon en 1924 et un autre aux Internationaux de France en 1926.
Il a fait partie de l'équipe américaine de Coupe Davis vainqueur de la compétition entre 1922 et 1926. Il s'illustre notamment en 1924 en remportant ses deux simples contre les australiens Pat O'Hara Wood et Gerald Patterson. Les deux années suivantes, il remporte le double contre les français avec Richard Williams.
Alors classé n°1 américain, il devient fin 1926 le premier joueur de tennis à signer un contrat professionnel, s'engageant avec le promoteur C. C. Pyle pour une tournée en Amérique du Nord où il affronte notamment Howard Kinsey et Paul Féret. En 1927, il devient l'organisateur de l'US Pro Championship qui s'impose rapidement comme le principal tournoi professionnel dans le monde.

## Palmarès

### En simple
- Internationaux de France
  - demi-finaliste en 1926
- US National Championships
  - demi-finaliste en 1922, 1924, 1925 et 1926
- US Pro Championship (Tournoi professionnel)
  - Vainqueur en 1927, 1928, 1930 et 1933
  - Finaliste en 1929 et 1931

### En double
- Internationaux de France : vainqueur en 1926 avec Howard Kinsey
- Wimbledon : vainqueur en 1924 avec Francis Hunter et finaliste en 1926 avec Howard Kinsey
- US National Championships : vainqueur en 1918, 1921 et 1922 avec Bill Tilden, 1925 et 1926 avec Richard Norris Williams; finaliste en 1919 avec Tilden

### En double mixte
- US National Championships : vainqueur en 1919 avec Marion Zinderstein et 1924 avec Helen Wills ; finaliste en 1925 avec Ermyntrude Harvey